# Willemien Vroegindeweij
Willemina Christina (Willemien) Vroegindeweij (Waddinxveen, 14 april 1945) is een Nederlands politica van het CDA.
Ze werd geboren als domineesdochter en na het behalen van haar hbs-A diploma ging ze werken op de typekamer van een fabriek in Delft. Nadat ze het daar had gebracht tot secretaresse van een van de directeuren werd ze in 1968 fractiemedewerkster bij Barend Biesheuvel; ARP-fractievoorzitter in de Tweede Kamer. Later was ze secretaresse van de CDA-fractievoorzitters zoals Dries van Agt. Bovendien was ze van 1974 tot 1986 gemeenteraadslid in Maassluis, in 1987 werd ze CDA-Ombudsvrouw en vanaf 1991 was ze enkele jaren lid van de Provinciale Staten van Zuid-Holland.
Midden 1993 werd ze burgemeester in de gemeente Ter Aar, vervolgens waarnemend burgemeester in Smilde en burgemeester van Leeuwarderadeel voor haar benoeming in 2003 tot de burgemeester van Bolsward.
Op 1 april 2010 ging Vroegindeweij met pensioen maar ze bleef vervolgens aan als waarnemend burgemeester. Die functie kwam op 1 januari 2011 te vervallen toen die gemeente opging in de nieuwe gemeente Súdwest-Fryslân.